# 하나증권
하나증권(Hana Financial Investment)은 하나금융그룹의 증권회사이다.

## 개요
1968년 자본시장법률이 제정되고, 한국투자공사를 설립하였다. 2000년 6월 증권업으로 전환하여 대한투자신탁증권으로 사명을 변경하였다. 2005년 12월 민영화가 된 후 하나금융그룹 자회사로 편입되었다. 2008년 11월 30일 하나IB증권을 흡수 합병하였다. 2015년 9월 1일 하나금융투자로 사명을 변경하였다. 2016년 8월 1일 하나선물(구 외환선물)을 흡수합병하였다. 2022년 7월 1일 하나증권으로 사명을 변경하였다.

## 상장 주관
| 구분     | 2023년                                                                        | 2024년                                 |
| -------- | ----------------------------------------------------------------------------- | -------------------------------------- |
| 일반IPO  | 지아이이노베이션, 오픈놀, 이노시뮬레이션, 넥스틸, SLS바이오, 에이텀, 블루엠텍 | 포스뱅크, 케이쓰리아이                 |
| 스팩합병 | 팸텍, 우듬지팜                                                                | 사피엔반도체, 레이저옵텍, 아이비젼웍스 |